# Libertad Menéndez Mena
Libertad Menéndez Mena (1875 - 1894), fue una educadora mexicana, nacida en Valladolid, Yucatán, hija mayor de Rodolfo Menéndez de la Peña y de Flora Mena, quien dedicó su vida a la instrucción de menores, particularmente de ascendencia maya, tanto en su ciudad natal como en Mérida y en Izamal. Obtuvo el reconocimiento público en el Yucatán decimonónico, en virtud de su particular talento y dedicación a la enseñanza de niñas y niños. Fue hermana del abogado y escritor Rodolfo Menéndez Mena.

## Datos biográficos
Nació el 25 de octubre de 1875. Fue alumna del Instituto Literario de Niñas, en el que fue coetánea y compañera entre otras de Consuelo Zavala y del que egresó como profesora de instrucción primaria, en 1889. Su formación previa fue lograda mediante lecciones privadas de su padre, dictadas en Izamal, Yucatán, a donde la familia había trasladado su domicilio para integrarse en un equipo familiar dedicado a la pedagogía y a la instrucción infantil, junto con su tío y tía, cubanos de origen  -al igual que su padre-, los maestros Antonio Menéndez de la Peña y Ángela González Benítez. En Izamal estudió en el Liceo de Niñas, fundado en febrero de 1875 por Ángela González de Menéndez. En ese mismo año su padre estableció el Liceo de Niños de Izamal.
Desde muy temprano, a la edad de siete años, Libertad destacó por sus inclinaciones hacia la literatura y la gramática. Su padres debieron cambiar su domicilio a la ciudad capital de Yucatán, Mérida, en donde fue inscrita en el Instituto Literario de Niñas dirigida por Enriqueta Dorchéster y después por Rita Cetina Gutiérrez. A los once años ya colaboraba en la revista La Escuela Primaria fundada por su padre. En 1889, a los 14 años, se graduó como profesora de instrucción primaria. En ese año, como reconocimiento a sus singulares méritos, fue designada catedrática del Instituto Literario de Niñas, su alma mater. El primero de enero de 1892, fue nombrada directora del Liceo Rudimental de Niñas ubicado en el barrio de San Cristóbal de la ciudad de Mérida.
José Martí quien la conoció por ser amigo de su padre, escribió con relación a su nacimiento y a su nombre:

"La libertad ama él con pasión, y cuando tuvo una hija, Libertad la llamó, como quien consagra, con lo que tiene de más puro, el anhelo que lo enciende; como quien ruega, con las manos sin mancha, por la patria mísera”.

Falleció precozmente, el 9 de noviembre de 1894, contando con 19 años. Cuando el propio Martí se enteró de su muerte escribió en una carta a su amigo Rodolfo Menéndez: 

"No llore el padre. Los buenos nunca mueren".

En su memoria existen varias escuelas que llevan su nombre en el estado de Yucatán.